# Ana de Saboya
Ana de Saboya, nacida Giovanna («Juana»), (1306–1359), hija de Amadeo V de Saboya y segunda esposa de Andrónico III Paleólogo.

## Familia
Ella era hija de Amadeo V, conde de Saboya y su segunda esposa María de Brabante. Sus abuelos maternos fueron Juan I, duque de Brabante y Margarita de Flandes. Margarita era hija de Guido de Dampierre y su primera esposa Matilde de Béthune.

## Matrimonio
Fue prometida a Andrónico III Paleólogo. En aquella época Andrónico III estaba implicado en una guerra civil con su abuelo paterno Andrónico II Paleólogo. Había reivindicado el trono desde 1321.
Según la historia de Juan VI Cantacuceno, el matrimonio tuvo lugar en octubre de 1326. Se unió a la Iglesia ortodoxa y asumió el nombre de Ana. En 1328, Andrónico III entró en Constantinopla y finalmente depuso a su abuelo. Andrónico III y Ana tuvieron cuatro hijos:
- María (rebautizada Irene) Paleóloga (1327 - después de 1356), quien se casó con Miguel Asen IV de Bulgaria. Su marido fue el hijo mayor de Iván Alejandro de Bulgaria y su primera esposa Teodora de Valaquia. Fue cogobernador de su padre hasta que murió durante las guerras búlgaro-otomanas.
- Juan V Paleólogo (18 de junio de 1332 - 16 de febrero de 1391).
- Miguel Paleólogo, despotes (1337 - antes de 1370). Entró en la corte de Esteban Uroš IV Dušan de Serbia en 1351/1352.
- Irene (rebautizada María) (m. 1401), quien se casó con Francisco I de Lesbos.

## Regente
El 15 de junio de 1341, Andrónico III murió. Le sucedió su hijo Juan V quien estaba a tres días de cumplir nueve años. Ana fue nombrada regente de su hijo. Sin embargo, Andrónico III había confiado la administración a su consejero Juan Cantacuceno. Ana no confiaba en el poderoso asesor.
Aproximadamente al mismo tiempo, Esteban Uroš IV Dušan de Serbia lanzó una invasión del norte de Tracia. Cantacuceno dejó Constantinopla para intentar restaurar el orden en la región. En su ausencia, el patriarca Juan XIV de Constantinopla y cortesano Alejo Apocauco convencieron a Ana de que el consejero mayor era su enemigo. Ana declaró que Cantacuceno era un enemigo del estado y ofreció su título de prefecto de Constantinopla a Apocauco.
Cantacuceno aún controlaba parte del ejército bizantino. El 26 de octubre de 1341, contestó proclamándose emperador y coronado emperador en Didimóteicho. Esto era el comienzo de una guerra civil que duraría hasta 1347. El zar de Bulgaria Iván Alejandro pronto se alió con la facción bajo Juan V y Ana mientras que Esteban Uroš IV Dušan de Serbia se puso del lado de Juan VI. Ambos gobernantes estaban de hecho aprovechando la guerra civil para sus propias ganancias políticas y territoriales. Con el tiempo Juan VI se aliaría con Orhan I del naciente sultanato otomano.
Al mismo tiempo, Ana estaba intentando recabar el apoyo de Europa Occidental. En el verano de 1343 un emisario proclamó su lealtad al papa Clemente VI en Aviñón. En agosto de 1343, Ana empeñó las joyas de la corona bizantina a la República de Venecia por 30.000 ducados como parte de un intento de asegurar más financiación para la guerra. Sin embargo al final Ana perdió la guerra.
El 3 de febrero de 1347, ambos lados alcanzaron un acuerdo. Juan VI fue aceptado como emperador superior con Juan V como su cogobernador menor. El acuerdo con el matrimonio de Juan V a Elena Cantacucena, una hija de Juan VI. Juan VI entró en Constantinopla y asumió el control efectivo de la ciudad.

## Años posteriores
En 1351, Ana dejó Constantinopla para ir a Tesalónica. Allí tuvo su propia corte en la ciudad, emitiendo decretos en su nombre e incluso controlando una ceca. Era la segunda emperatriz bizantina que tenía su corte en Tesalónica, después de Irene de Montferrat. Su gobierno allí duró hasta alrededor del año 1359/1360.
Su último acto oficial fue la donación de un convento en la memoria de Agioi Anargyroi (griego: «Άγιοι Ανάργυροι» «Los santos no mercenarios»). Agioi Anargyroi es la descripción conjunta de los santos Cosme y Damián, quienes supuestamente ofrecían servicios médicos gratuitos. Sus devotos normalmente rezaban para ser curados. La donación puede indicar que Ana padecía de mala salud y confiaba en curarse. Un poco después ella se hizo monja y murió bajo el nombre de «Anastasia» hacia 1359.
| Predecesor: Irene de Brunswick | Emperatriz consorte bizantina 1326 - 1341 | Sucesor: Irene Asanina |